# Rebordainhos e Pombares
Rebordainhos e Pombares (Officiellement: União das Freguesias de Rebordainhos e Pombares) est une freguesia portugaise du concelho de Bragance avec une superficie de 24,08 km2 pour une population de 187 habitants (2011). Densité: 7,8 hab/km2.

## Histoire
Elle fut constituée en 2013, dans l'action d'une réforme administrative nationale, par la fusion entre les deux anciennes freguesias de Rebordainhos et de Pombares.

## Demographie
| Freguesia actuelle | Freguesia actuelle      | Freguesia actuelle | Freguesia actuelle | Anciennes freguesias | Anciennes freguesias | Anciennes freguesias | Anciennes freguesias |
| Blason             | Freguesia               | Population         | Superficie(km2)    | Blason               | Freguesia            | Population(2011)     | Superficie(km2)      |
| ------------------ | ----------------------- | ------------------ | ------------------ | -------------------- | -------------------- | -------------------- | -------------------- |
|                    | Rebordainhos e Pombares | 187                | 24,08              |                      | Rebordainhos         | 146                  | 13,24                |
|                    | Rebordainhos e Pombares | 187                | 24,08              | Pombares             | 41                   | 10,84                |                      |